# Zucker (Album)
Zucker ist das am 23. April 1999 veröffentlichte sechste Studioalbum der Berliner Popband Rosenstolz und zugleich der Name der zugehörigen Tournee. Die Zucker-Tour fand im Frühjahr 1999 statt. Dabei wurde das Live-Album Zuckerschlampen:live aufgenommen. Im Herbst 1999 wurde die Tour unter dem Namen Zuckerschlampen-Tour fortgeführt.

## Hintergrund
Als erste Single wurde vorab am 9. März 1999 das Lied Perlentaucher veröffentlicht. Das Album Zucker folgte am 23. April 1999. Es stieg auf Platz zwei in die deutschen Albumcharts ein und hielt sich weitere drei Wochen in den Top-10.
AnNa R. beschreibt das Album folgendermaßen: „Sie ist sehr ehrlich und sehr nahe. Näher als die anderen. Sie ist superschön produziert, das hat Peter gemacht. Sie ist etwas reifer, von den Texten und auch von den Themen. Das liegt wahrscheinlich daran, dass wir einfach älter werden.“ Die Texte wurden, bis auf das Spliff-Cover Heut´ Nacht, von Peter Plate, Ulf Leo Sommer und AnNa R. geschrieben. Bei dem Lied Nirwana handelt es sich um eines der ersten Lieder, welches Rosenstolz geschrieben hatten. Es handelt von BDSM und erfuhr erst mit diesem Album eine Veröffentlichung.
Bei dem Lied Ein anderes Gefühl von Schmerz geht es um verschmähte Liebe. Gegen Ende des Albums werden häufig Metaphern aus der Märchenwelt verwendet (in Cleopatra, Vom Wesen der Liebe, Ich und mein Prinz). AnNa R. sieht darin eine Rückkehr zu den Wurzeln („Vom Wesen der Liebe“, dieses Märchending, das ist so wie zurück zu den Wurzeln.)
Am 26. April 1999 erschien die zweite und letzte Single Fütter deine Angst/Ja, ich will. Die Idee zu Ja, ich will entstand im Februar 1999, als Peter Plate, Ulf Leo Sommer, AnNa R. und Hella von Sinnen nach der TEDDY-Verleihung auf die Idee kamen, gemeinsam ein Lied für die Ehe unter Schwulen und Lesben zu machen. Das Video, das von Regisseur Marcus Sternberg gedreht wurde, wurde jedoch von MTV abgelehnt.
2000 folgte eine Neuauflage des Albums im Jewelcase. Am 4. November 2002 erschien eine weitere Neuauflage des Albums mit einer erweiterten Titelliste und einem veränderten Cover. Neben Ja, ich will wurde Zucker III, ein Remix von Peter Plate und Pierre André Deutschmann, der nur auf Promo-CD veröffentlicht wurde, der Titelliste hinzugefügt. Der Remix enthält einen neu hinzugefügten Sprechgesang von Peter Plate.

## Titelliste

### Original
| #   | Titel                          | Länge |
| --- | ------------------------------ | ----- |
| 1.  | ZuckerRoterMond                | 4:21  |
| 2.  | Schieß mich jetzt ab           | 3:36  |
| 3.  | Fütter deine Angst             | 4:00  |
| 4.  | Perlentaucher                  | 4:35  |
| 5.  | Nackt (Juli)                   | 4:40  |
| 6.  | Schlange                       | 4:06  |
| 7.  | Nirwana                        | 4:46  |
| 8.  | Ein anderes Gefühl von Schmerz | 4:46  |
| 9.  | Heut’ Nacht                    | 4:13  |
| 10. | Das Ende meiner Karriere       | 4:09  |
| 11. | Cleopatra                      | 3:26  |
| 12. | Vom Wesen der Liebe            | 4:39  |
| 13. | Ich und mein Prinz             | 4:33  |
| 14. | Mir muß es nicht gutgeh’n      | 4:33  |
| 15. | Nackt (Reprise)                | 1:29  |
| 16. | Zucker II                      | 4:51  |

### Neuauflage 2002
| #   | Titel                          | Länge |
| --- | ------------------------------ | ----- |
| 1.  | ZuckerRoterMond                | 4:21  |
| 2.  | Schieß mich jetzt ab           | 3:36  |
| 3.  | Fütter deine Angst             | 4:00  |
| 4.  | Perlentaucher                  | 4:35  |
| 5.  | Nackt (Juli)                   | 4:40  |
| 6.  | Schlange                       | 4:06  |
| 7.  | Nirwana                        | 4:46  |
| 8.  | Ein anderes Gefühl von Schmerz | 4:46  |
| 9.  | Heut’ Nacht                    | 4:13  |
| 10. | Das Ende meiner Karriere       | 4:09  |
| 11. | Cleopatra                      | 3:26  |
| 12. | Vom Wesen der Liebe            | 4:39  |
| 13. | Ich und mein Prinz             | 4:33  |
| 14. | Mir muß es nicht gutgeh’n      | 4:33  |
| 15. | Nackt (Reprise)                | 1:29  |
| 16. | Zucker II                      | 4:51  |
| 17. | Ja, ich will                   | 4:24  |
| 18. | Zucker III (Remix)             | 3:35  |

## Chartplatzierungen

### Album
| ChartsChartplatzierungen | Höchstplatzierung | Wochen |
| ------------------------ | ----------------- | ------ |
| Deutschland (GfK)        | 2 (16 Wo.)        | 16     |

### Singles
| Jahr | Titel Album                              | Höchstplatzierung, Gesamtwochen, AuszeichnungChartsChartplatzierungen (Jahr, Titel, Album, Platzierungen, Wochen, Auszeichnungen, Anmerkungen) | Anmerkungen                                                             |
| Jahr | Titel Album                              | DE | Anmerkungen                                                             |
| ---- | ---------------------------------------- | --- | ----------------------------------------------------------------------- |
| 1999 | Perlentaucher Zucker                     | DE40 (3 Wo.)DE | Erstveröffentlichung: 9. März 1999                                      |
| 1999 | Fütter deine Angst / Ja, ich will Zucker | DE52 (7 Wo.)DE | Erstveröffentlichung: 26. April 1999 Hochzeitssong mit Hella von Sinnen |

Darüber hinaus wurden die Titel Ein anderes Gefühl von Schmerz und Zucker III als Singles ausgekoppelt. Diese dienten Werbezwecken.

## Zucker Tour
Diese Liste beinhaltet alle Konzerte in chronologischer Reihenfolge, die bei der Zucker Tour gespielt wurden:

### Tourdaten
| Datum            | Stadt             | Veranstaltungsort    | Land        |
| ---------------- | ----------------- | -------------------- | ----------- |
| 1. Mai 1999      | Zürich            | Ruby                 | Schweiz     |
| 2. Mai 1999      | Basel             | Ruby                 | Schweiz     |
| 3. Mai 1999      | Freiburg          | Bürgerhaus Zähringen | Deutschland |
| 4. Mai 1999      | Stuttgart         | Theaterhaus          | Deutschland |
| 6. Mai 1999      | Frankfurt am Main | Hugenottenhalle      | Deutschland |
| 7. Mai 1999      | Mannheim          | Capitol              | Deutschland |
| 8. Mai 1999      | Saarbrücken       | Garage               | Deutschland |
| 9. Mai 1999      | Trier             | Tuchfabrik           | Deutschland |
| 12. Mai 1999     | Köln              | E-Werk               | Deutschland |
| 13. Mai 1999     | Bremen            | Modernes             | Deutschland |
| 14. Mai 1999     | Kiel              | Max                  | Deutschland |
| 15. Mai 1999     | Rostock           | Mau Club             | Deutschland |
| 21. Mai 1999     | Berlin-Tempelhof  | Columbiahalle        | Deutschland |
| 22. Mai 1999     | Berlin            | Columbiahalle        | Deutschland |
| 23. Mai 1999     | Berlin            | Columbiahalle        | Deutschland |
| 26. Mai 1999     | Halle (Saale)     | Easy Schorre         | Deutschland |
| 30. Mai 1999     | Jena              | Volkshaus            | Deutschland |
| 4. Juni 1999     | München           | Muffathalle          | Deutschland |
| 5. Juni 1999     | Nürnberg          | Serenadenfriedhof    | Deutschland |
| 6. Juni 1999     | Chemnitz          | Kraftwerk            | Deutschland |
| 10. Juni 1999    | Göttingen         | Outpost              | Deutschland |
| 11. Juni 1999    | Hannover          | Capitol              | Deutschland |
| 12. Juni 1999    | Dortmund          | Westfalenpark        | Deutschland |
| 13. Juni 1999    | Heidelberg        | Stadthalle           | Deutschland |
| 17. Juni 1999    | Leipzig           | Clara-Zetkin-Park    | Deutschland |
| 18. Juni 1999    | Dresden           | Junge Garde          | Deutschland |
| 19. Juni 1999    | Cottbus           | Spreewehrmühle       | Deutschland |
| 20. Juni 1999    | Frankfurt (Oder)  | Messehalle 3         | Deutschland |
| 24. Juni 1999    | Magdeburg         | AMO                  | Deutschland |
| 25. Juni 1999    | Schwerin          | t.b.c.               | Deutschland |
| 26. Juni 1999    | Hamburg           | Stadtpark Hamburg    | Deutschland |
| 13. Oktober 1999 | Berlin            | Columbiahalle        | Deutschland |
| 14. Oktober 1999 | Leipzig           | Haus Auensee         | Deutschland |
| 15. Oktober 1999 | Dresden           | Reithalle Strasse E  | Deutschland |
| 21. Oktober 1999 | Wien              | U 4                  | Österreich  |
| 22. Oktober 1999 | München           | Muffathalle          | Deutschland |
| 24. Oktober 1999 | Zürich            | Xtra-Limmathaus      | Schweiz     |
| 26. Oktober 1999 | Stuttgart         | Theaterhaus          | Deutschland |
| 27. Oktober 1999 | Heidelberg        | Stadthalle           | Deutschland |
| 28. Oktober 1999 | Köln              | E-Werk               | Deutschland |
| 31. Oktober 1999 | Hamburg           | Große Freiheit       | Deutschland |